# Pholcus okinawaensis
Pholcus okinawaensis (Japans:オキナワユウレイグモ,Okinawa-yūreigumo)  là một loài nhện trong họ Pholcidae. Loài này được phát hiện ở Nhật Bản.